# Zandvoorde (Oostende)
Zandvoorde is een dorp in de Belgische provincie West-Vlaanderen. Het was een zelfstandige gemeente tot het op 1 januari 1971 fuseerde met Oostende. Het dorp ligt in De Polders ruim drie kilometer ten zuidoosten van het Oostendse stadscentrum.

## Etymologie
De naam Zandvoorde is samengesteld uit oude termen “sand” en “furdu” wat betekent een zanderige, doorwaadbare plaats, een voorde.
In de middeleeuwen waren er nog weinig spellingsregels, daarom komen in oude documenten allerlei schrijfwijzen van de plaatsnaam voor: 
- 1249: Zantvorde
- 1250: Zandvorde
- 1271: Santforda
- 1275: Zantvorde
- 1283: Santforde
- 1295: Zandtvoorde
- 1300: Zandvorde
- 1335: Zandvoorde

Naast het polderdorp Zandvoorde bestaat er nog een tweede Zandvoorde in West-Vlaanderen, dan evenwel als deelgemeente van Zonnebeke. Tevens is er het gehucht Plassendale, dat deels in Zandvoorde en Oudenburg ligt. Plassendale is niet te verwarren met Passendale, ook een deelgemeente van Zonnebeke.

## Geschiedenis

### Middeleeuwen
In de Romeinse tijd was de streek van Oostende en Zandvoorde nog overstroomd, maar in de loop van de middeleeuwen kwamen door verzanding kreekruggen droog te liggen. Op een van die ruggen is in de achtste eeuw Zandvoorde ontstaan. De hoger gelegen zandrug bood midden in het drassige schorgebied een veilige plaats om te wonen.
De eerste schriftelijke vermelding is van 1102, als Santvoort. In 1184 was er sprake van een kapel, die bediend werd door de monniken van de Sint-Pietersabdij te Oudenburg. In 1249 werd de kapel verheven tot parochiekerk, waarbij het patronaatsrecht aan de Oudenburgse abdij bleef.
Tijdens de volle middeleeuwen kennen bewoning in en ontginning van het landschap een versnellingsmoment, waarbij verschillende nederzettingen werden ingeplant. Een goed gekend voorbeeld van een dergelijke nederzetting is het vindplaatsencomplex Zegersdijk, een verdwenen middeleeuws gehucht in de Zwaanhoek. Er werden meerdere plaatsen met resten uit de 10e-12e eeuw aangetroffen, evenals vervaagde infrastructuur (wegen en dijken).

### Vroegmoderne Tijd
In 1584 werden bij Oostende de duinen doorgestoken door het calvinistische bewind, teneinde de Spaansgezinden tegen te houden. Enige dijken werden aangelegd, maar pas omstreeks 1700 kwam de Nieuwe Zandvoordepolder definitief droog te staan, terwijl vanaf 1803 ook de Keignaertpolder ontstond. Een overblijfsel van de inundaties vormt het Oostends Krekengebied.

### Moderne Tijd

#### Industriële revolutie
In de 19e eeuw was Zandvoorde vooral een landbouwdorp. Daarnaast waren er steenbakkerijen. Eind 19e eeuw en begin 20e eeuw kwam er industrie tussen de spoorlijn en het Kanaal Brugge-Oostende. Enkele voorbeelden hiervan zijn de Société Ostendaise Lumière et Force Motrice (S.O.L.F); Société Semet Solvay et Piette en de Steenbakkerij Ste. Marie & St. Antoine. Hier speelde de nabijheid van de stad Oostende een rol. Enkele voorbeelden van nog bestaande gebouwen in Zandvoordse baksteen zijn:

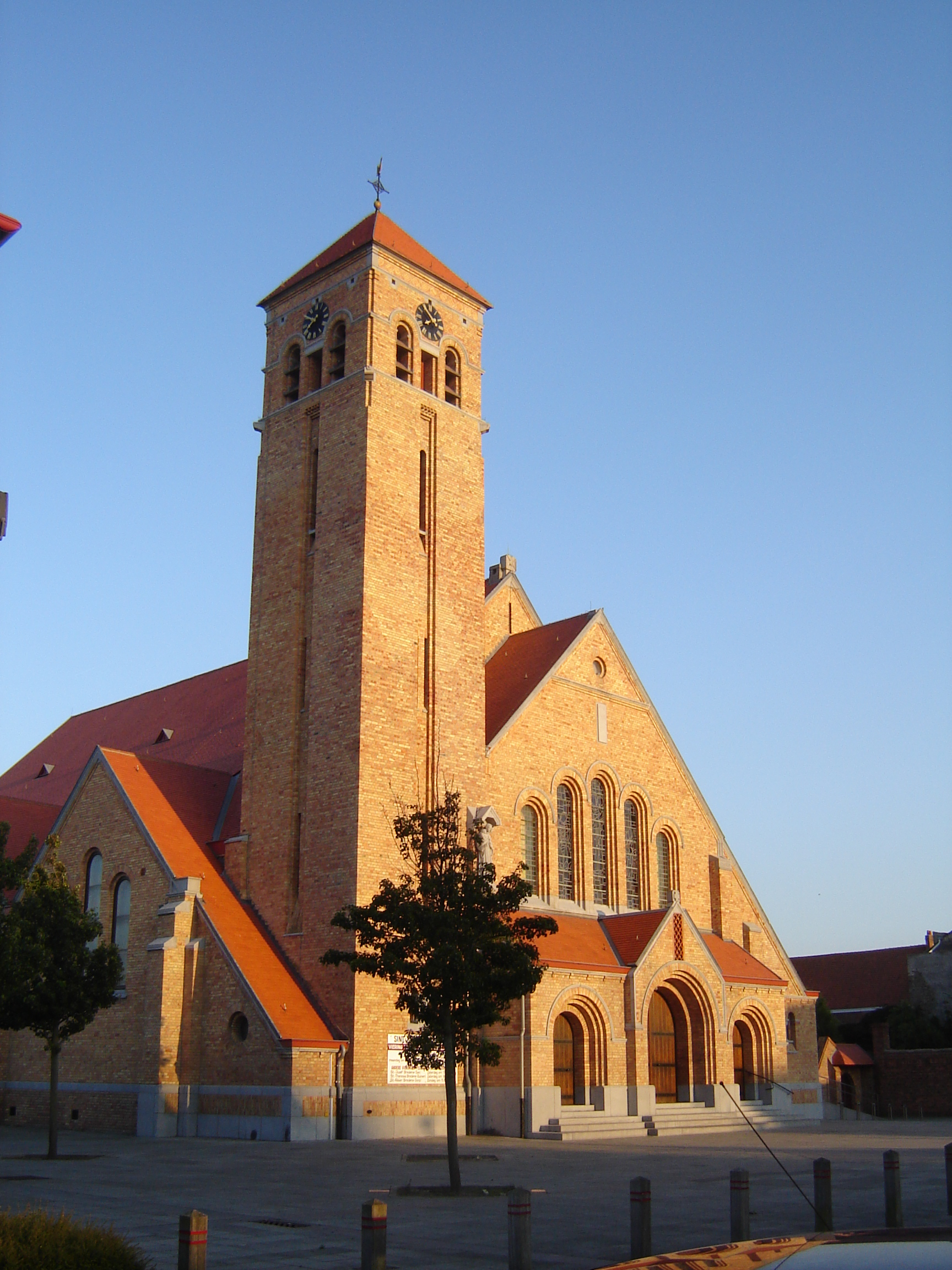
Sint-Antoniuskerk in Oostende
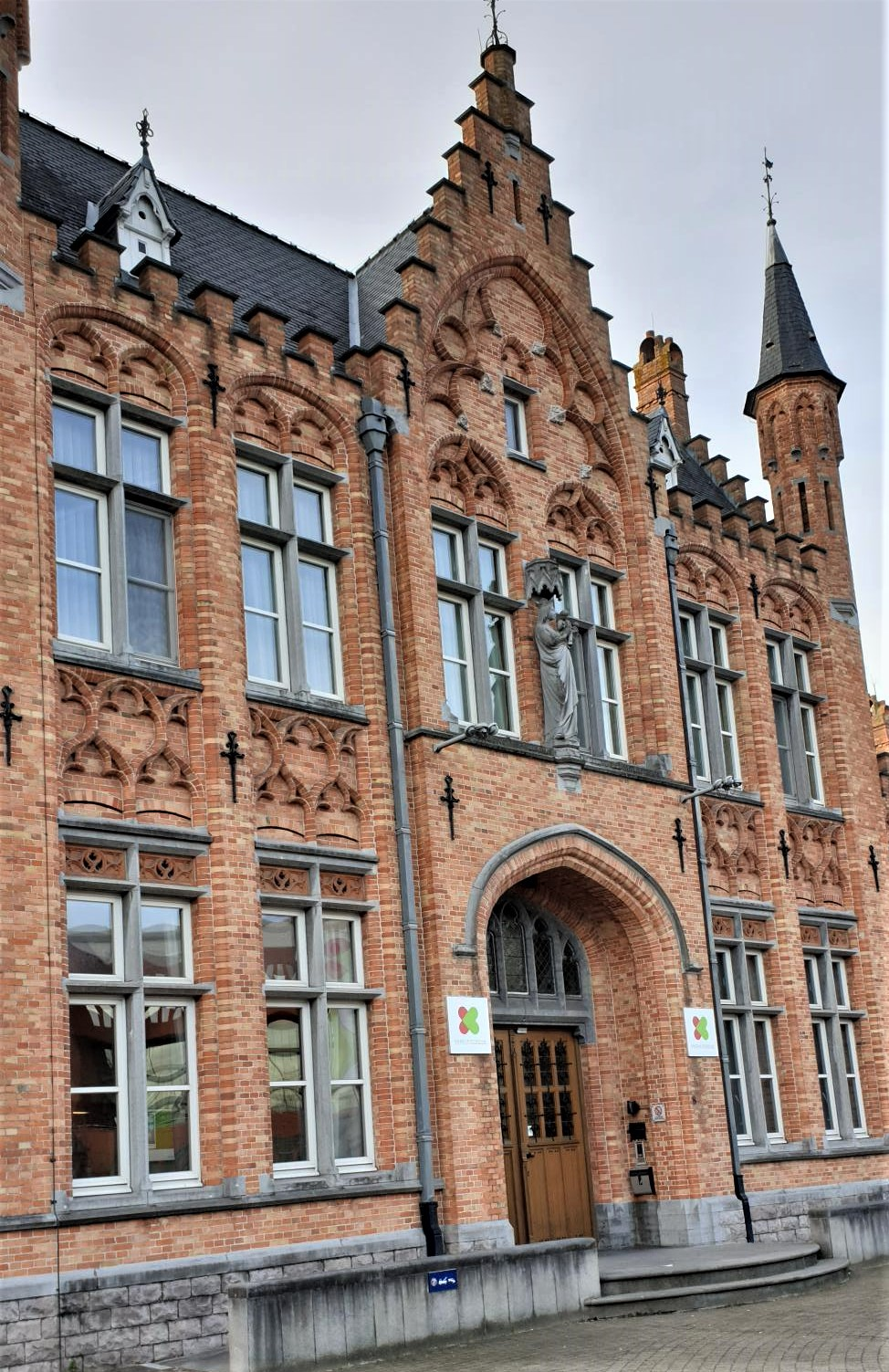
Psychiatrisch Instituut Onze-Lieve-Vrouw in Brugge
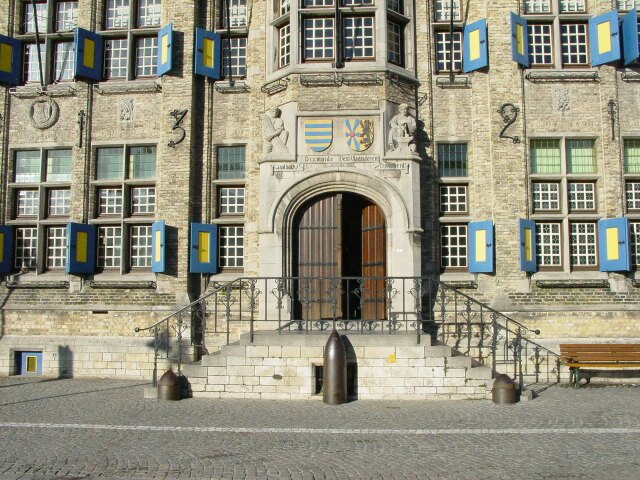
Stadhuis van Diksmuide
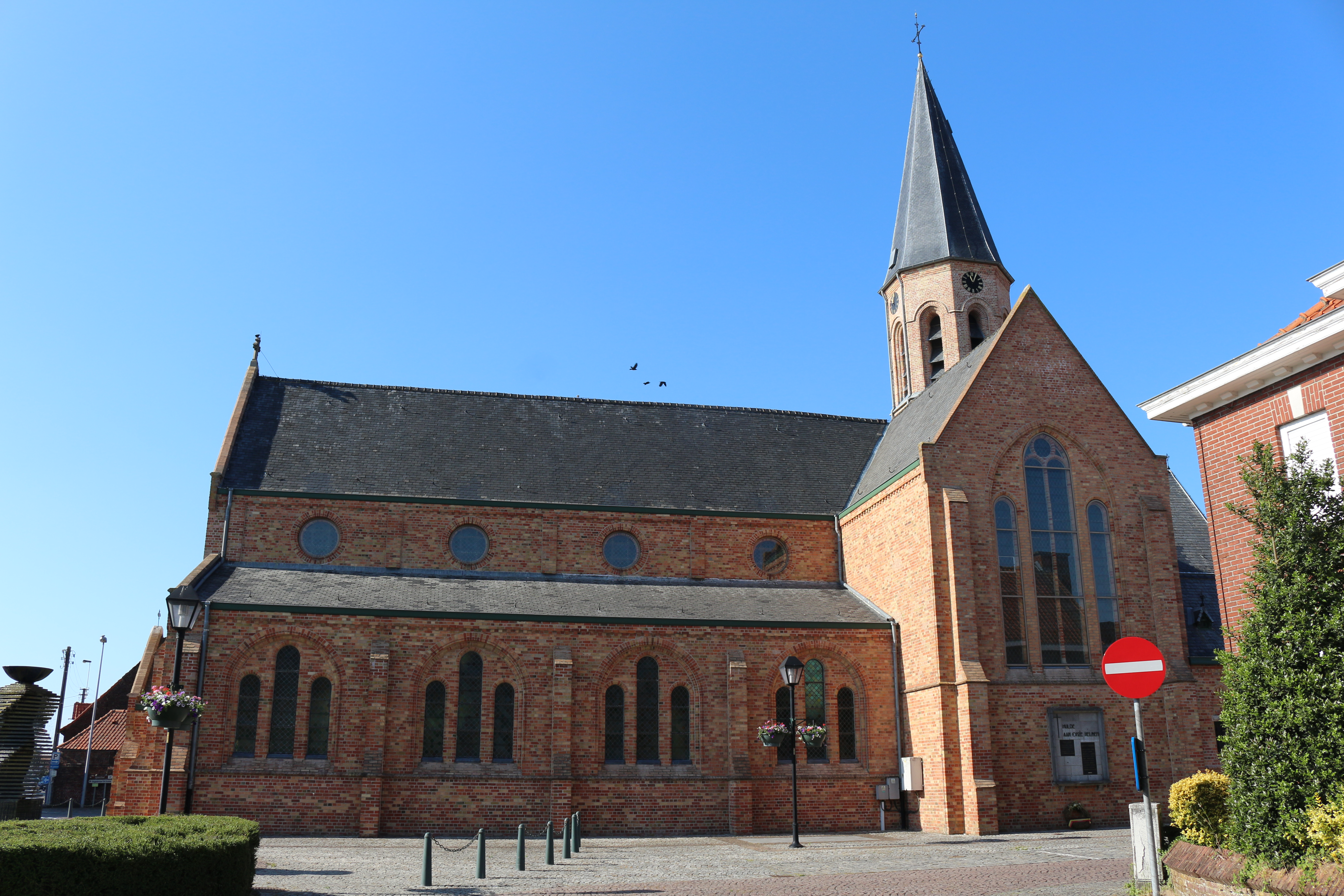
Sint-Jan-de-Doperkerk in Rollegem-Kapelle (Ledegem)

## Demografische ontwikkeling
Alle historische gegevens hebben betrekking op de (deel)gemeente Zandvoorde, ook na de gemeentelijke fusie van 1971.
Bronnen: Heemkring Santforde; 1831-1961: Project Belgische Historische Tellingen (KU Leuven)

## Parochie

### Situering

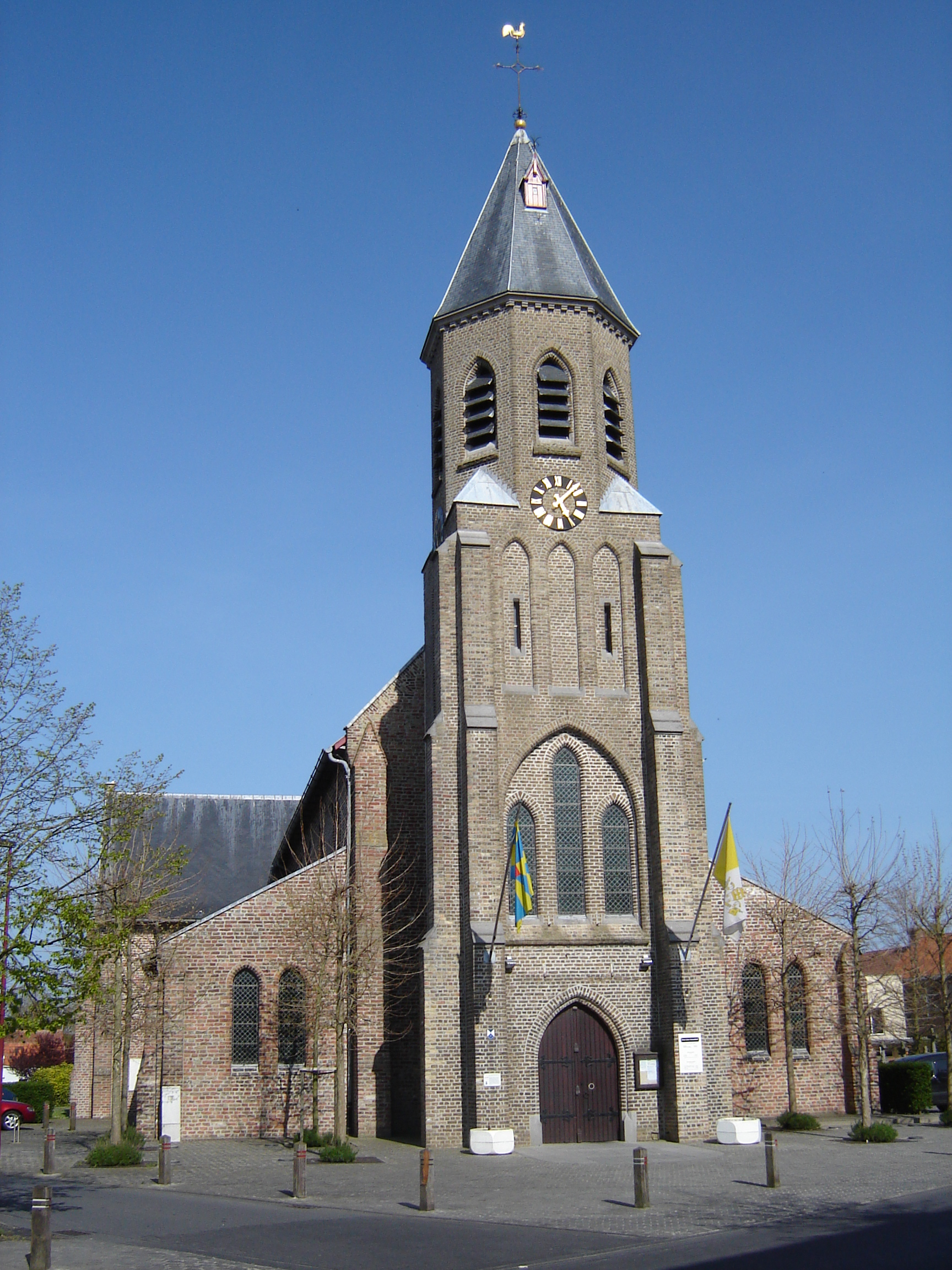
Onze-Lieve-Vrouwkerk Zandvoorde

Reeds in 1331 behoort Zandvoorde tot de dekenij Oudenburg en noch in 1559, bij de stichting van het bisdom Brugge, noch in 1801, bij de heroprichting van het bisdom Gent verandert dat. In 1802 echter wordt het dekenij Gistel. Dat blijft ook zo in het nieuwe bisdom Brugge (1834). In 1971 echter wordt het dekenij Oostende en tot op heden (2021) is dat zo gebleven.

### Maria-Ten-Hemel-Opgenomenkerk
De eerste kerk werd waarschijnlijk tijdens de tweede helft van de dertiende eeuw gebouwd. In 1584 werd ze door de geuzen grondig verwoest, en kon pas in 1630-1639 hersteld worden. Op 6 juli 1659 plunderden de soldaten van de Prins van Condé de kerk. In 1665 kon de bisschop  het nieuwe altaar wijden, maar de kerk bleef een hele tijd in povere toestand. In de nacht van 6 op 7 december 1868 viel de torenspits van de kerk om na een hevige storm. In 1895 werd een nieuwe toren gebouwd en in 1908 werden uitbreidingswerken uitgevoerd. De inwijding van voornoemde werkzaamheden vond plaats op 29 september 1913 door Mgr. Waffelaert, bisschop van Brugge. Op 27 juni 1917 kwam het bevel dat de kerk zou ingericht worden als hospitaal voor gekwetste Duitse soldaten. Er werd toen mis gelezen in de sacristie, de pastorie, in open lucht, in een herberg en ook nog in een schuur. Dat bleef zo tot 1 december 1917. Van af dan konden de diensten weer normaal doorgaan in de kerk. In 1994 werd het gebouw grondig gerestaureerd. De parochiekerk is momenteel nog in gebruik voor de rooms-katholieke eredienst, maar wordt de afgelopen jaren ook meer gebruikt voor (culturele) activiteiten.
De kerk bewaart ook heel wat religieus erfgoed: zo is er onder meer de eikenhouten communiebank van 1720; in het koor zijn er glasramen uit het eerste kwart van de 20ste eeuw naar ontwerp van het huis Peene-Delodder (Brugge); en ook het orgel van 1854 naar ontwerp van F. Ureel (Krombeke).

## Natuur en landschap
Zandvoorde ligt op een wat hogere rug in het West-Vlaams poldergebied, dat hier vorm gekregen heeft door de inundaties voorafgaand aan het Beleg van Oostende. Zo ontstond het Oostends Krekengebied. Het natuurgebied omvat, naast de kreken, ook diverse polderreservaten:

### De Keignaert

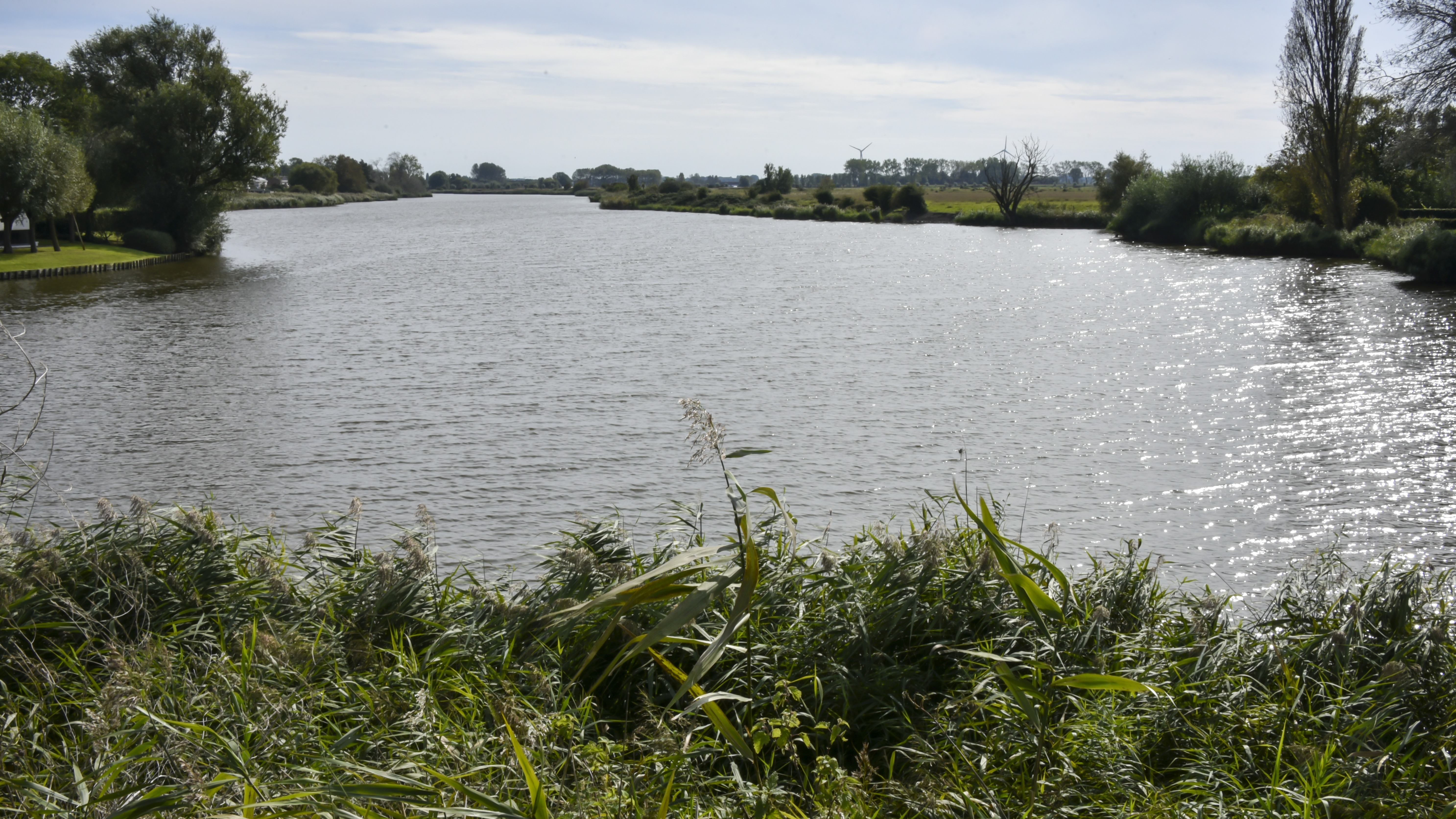
De Keignaert

In Zandvoorde ligt natuurgebied De Keignaert, dat slechts kan bezocht worden met toestemming van Natuurpunt vzw. De Keignaertkreek maakt deel uit van het Oostends Krekengebied dat is ontstaan tijdens het Beleg van Oostende (1601 - 1604). De belegerden groeven een bres door de duinen om zich achter het binnengestroomde water tegen  aanvallende troepen te beschermen.

### De Zwaanhoek
De Zwaanhoek is een poldergebied op het grondgebied van Oostende en Oudenburg van ongeveer 200 hectare, waarvan 150 hectare natuurgebied is. Vroeger werd er in dit gebied veen en turf uit de grond gehaald, waardoor er nu een gevarieerd landschap is ontstaan met weilanden, sloten, moerassen en akkers.

### Geuzenbos (stadsrandbos)
In de winter van 1995 werd het eerste perceel van het Oostendse stadsrandbos aangeplant. Sindsdien kwam er elk jaar een aantal hectare bij. De ambitie is dat het bos 120 hectare groot zal zijn. In de oudste aanplantingen heerst een echt bosklimaat. Men vindt er rode eekhoorns en broedvogels waaronder buizerd en sperwer. Het stadsrandbos vormt een buffer tussen de woon- en industriezones en het achterliggende Oostends Krekengebied.
Het bos kreeg de naam Geuzenbos omdat het in het gebied ligt dat ooit door de Oostendse geuzen onder water werd gezet als deel van hun strijdplan tegen de Spaanse veroveraar.
Het fiets- en wandelpad dat door het stadsrandbos naar Zandvoorde loopt heet Noriyuki Inouepad. Inoue was tot 2024 bestuursvoorzitter van Daikin Industries, een bedrijf dat sinds 1972 zijn Europees hoofdkantoor in Oostende heeft. Het is een uiting van de band tussen Oostende en Japan, die belichaamd wordt door het bedrijf Daikin. Het pad loopt langs de plek waar in de middeleeuwen het Quaet Kasteel (of de Duvelstorre) stond. Het Noriyuki Inouepad is een onderdeel van het Groen Lint.

## Monumenten
| Object                                               | Erfgoedstatus? | Bouwjaar of architect | Deelgemeente | Adres                        | Coördinaten                   | Nummer? | Afbeelding                                           |
| ---------------------------------------------------- | -------------- | --------------------- | ------------ | ---------------------------- | ----------------------------- | ------- | ---------------------------------------------------- |
| Kolenhandel, stoommaalderij en olieslagerij Decloedt |                |                       | Zandvoorde   | Graanmolenstraat 2           | 51° 11' 54" NB, 2° 58' 41" OL | 56622   | Kolenhandel, stoommaalderij en olieslagerij Decloedt |
| Gesloten hoeve (hoeve Welgelegen)                    |                |                       | Zandvoorde   | Grintweg 100                 | 51° 12' 17" NB, 2° 57' 44" OL | 56623   | Gesloten hoeve (hoeve Welgelegen)                    |
| Villa                                                |                |                       | Zandvoorde   | Grintweg 101                 | 51° 12' 13" NB, 2° 57' 50" OL | 56624   | Villa                                                |
| Herenhuis 't Kasteel                                 | Monument       |                       | Zandvoorde   | Kasteelstraat 22, 22B        | 51° 12' 8" NB, 2° 58' 33" OL  | 56625   | Herenhuis 't Kasteel                                 |
| Burgerhuis                                           |                |                       | Zandvoorde   | Kasteelstraat 27             | 51° 12' 10" NB, 2° 58' 30" OL | 56626   | Burgerhuis                                           |
| Klooster met schoolgebouw                            |                |                       | Zandvoorde   | Kloosterstraat 2             | 51° 12' 2" NB, 2° 58' 12" OL  | 56627   | Klooster met schoolgebouw                            |
| Creosoteerwerf van Belgacom                          | Monument       |                       | Zandvoorde   | Oudenburgsesteenweg 87       | 51° 13' 2" NB, 2° 57' 59" OL  | 56628   | Creosoteerwerf van Belgacom                          |
| Industriële gebouwen                                 |                |                       | Zandvoorde   | Oudenburgsesteenweg 102      | 51° 12' 53" NB, 2° 58' 37" OL | 56629   | Industriële gebouwen                                 |
| Hoeve Meeuwenhof                                     | Monument       |                       | Zandvoorde   | Polderdijk 1                 | 51° 11' 42" NB, 2° 55' 55" OL | 56630   | Hoeve Meeuwenhof                                     |
| Langgestrekte hoeve                                  |                |                       | Zandvoorde   | Polderdijk 2                 | 51° 11' 52" NB, 2° 56' 7" OL  | 56631   | Langgestrekte hoeve                                  |
| Bunker uit de Tweede Wereldoorlog                    | Monument       |                       | Zandvoorde   | Stationsstraat               | 51° 12' 40" NB, 2° 58' 27" OL | 56632   | Bunker uit de Tweede Wereldoorlog                    |
| Parochiekerk Maria ten Hemel Opgenomen               | Monument       |                       | Zandvoorde   | Zandvoordedorpstraat         | 51° 12' 3" NB, 2° 58' 35" OL  | 56634   | Parochiekerk Maria ten Hemel Opgenomen               |
| Herberg In d'afspanninge                             | Monument       |                       | Zandvoorde   | Zandvoordedorpstraat 46      | 51° 12' 2" NB, 2° 58' 34" OL  | 56635   | Herberg In d'afspanninge                             |
| Burgerhuis en aansluitend De Melkhoeve               |                |                       | Zandvoorde   | Zandvoordedorpstraat 120-122 | 51° 11' 53" NB, 2° 58' 43" OL | 56636   | Burgerhuis en aansluitend De Melkhoeve               |
| Hoeve De Zande                                       | Monument       |                       | Zandvoorde   | Zandvoordestraat 549         | 51° 12' 14" NB, 2° 58' 45" OL | 56638   | Hoeve De Zande                                       |
| Geodetisch signaal                                   | Monument       |                       | Zandvoorde   | Polderdijk                   | 51° 11' 42" NB, 2° 55' 52" OL | 72938   | Geodetisch signaal                                   |
| Duitse veldbatterij                                  | Monument       |                       | Zandvoorde   | Grintweg                     | 51° 12' 1" NB, 2° 57' 24" OL  | 77901   | Duitse veldbatterij                                  |
| Duitse observatiepost van de Tweede Wereldoorlog     | Monument       |                       | Zandvoorde   | Polderdijk                   | 51° 11' 41" NB, 2° 55' 51" OL | 77902   | Upload foto                                          |
| Duitse geschutskazemat van de Tweede Wereldoorlog    | Monument       |                       | Zandvoorde   | Polderdijk                   | 51° 11' 52" NB, 2° 56' 6" OL  | 77903   | Duitse geschutskazemat van de Tweede Wereldoorlog    |

## Verenigingen

### Wijkcentrum 't Kasteel
Wijkcentrum 't Kasteel werd in 1976 opgericht door Marcel Braet en Rita Verheyen. Het centrum biedt gelegenheid voor diverse vormen van vrijetijdsbesteding

### Zwaantjes Roller Club
De Zwaantjes Roller Club ontstond in 1962. De rolschaatsclub organiseerde diverse internationale manifestaties, zoals de Europese kampioenschappen inline-skaten in 1979, 1987, 1995, 1999, 2009 en 2018 en Wereldkampioenschappen inline-skaten in 1981, 1991, 2002 en 2013. In 2012 werd de rolschaatspiste vernieuwd. De nieuwe piste deed onder andere dienst voor de Wereldkampioenschappen inline-skaten 2013.

### VC Vamos Zandvoorde
Voetbalclub VC Vamos Zandvoorde (voorheen FC Union Zandvoorde) is aangesloten bij de KBVB en actief in de provinciale reeksen.

### Zandrock Festival
Een gratis tweedaags zomerfestival dat plaatsvindt in het laatste weekend van augustus. Zandrock Festival werd voor het eerst georganiseerd in 2008. In 2020 vond de achtste editie plaats.

### Cantilene Zandvoorde
Een gemengd koor met voornamelijk een religieus repertoire, hoewel bij gelegenheid ook profane liederen gezongen worden.

### Samana Zandvoorde
Samana Zandvoorde is een vereniging die zich richt tot mensen met een chronische ziekte of met een beperking.

## Politiek

### Bestuurlijk

#### Burgemeesters
Zandvoorde had een eigen gemeentebestuur en burgemeester tot de fusie van 1971. Voor die gemeentelijke fusie van 1971, waarbij het grondgebied van Zandvoorde bij Oostende werd gevoegd, was de postcode van de gemeente '8232' in plaats van '8400'.

#### Wijkraad (sedert 1971)
De wijkraden zijn een tussenniveau in het plaatselijke democratische bestel. In de vroegere gemeenten (die van voor de fusies van 1971 en 1976), en vooral dan in kleine gemeenten zoals Zandvoorde en Stene, was de band tussen het gemeentebestuur en de bevolking altijd heel hecht. Met de schaalvergroting naar 'Groot-Oostende' vreesden velen dat dit nauwe contact verloren zou gaan. Vandaar dat de gemeenteraad op 25 juni 1971 besliste om wijkraden op te richten, aanvankelijk alleen voor de vroegere gemeenten Stene en Zandvoorde en voor de wat afgelegen wijken Vuurtoren, Mariakerke en Raversijde. Pas op 20 oktober 1978 besliste de gemeenteraad om ook voor het stadscentrum twee wijkraden op te richten.
In zijn vergadering van 24 februari 1995 besliste de gemeenteraad om de wijkraden en het wijkradenreglement grondig te hervormen. De belangrijkste nieuwe bepaling was dat voortaan iedereen de vergaderingen van zijn of haar wijkraad kon bijwonen en actief kon deelnemen aan de discussies en gesprekken. Voorheen waren de wijkraden gesloten vergaderingen van mensen die door de politieke partijen aangeduid werden. Vanaf 1995 kreeg de bevolking met andere woorden rechtstreeks inspraak.

### Territoriaal

#### Fusie (1971)
Reeds in 1923 bericht de socialistische krant Vooruit dat de stad Oostende in verband met de uitbreiding van het havenverkeer en de vraag naar nijverheidsgronden onderhandelingen aanhing met de gemeenten Zandvoorde en Bredene "om de gronden links en rechts van de Brugschevaart, tot aan de cokefabriek" bij Oostende in te lijven. Zo zou ook Sas-Slijkens bij de Koningin der Badsteden gaan toebehoren. Deze poging mislukte echter. Toch zal de industrie een belangrijke rol blijven spelen in het fusieverhaal van de poldergemeente, want in 1971 fuseerde de gemeente Zandvoorde (samen met de gemeente Stene) om tot de Oostende toe te behoren.
Het schepencollege te Oostende van 29 juli 1942 zette het licht op groen voor de oprichting van Groot-Oostende. Ze schoof talrijke argumenten naar voor. Ten eerste kon de stad niet meer uitbreiden. Er woonden 50.000 mensen in Oostende, terwijl de gemeente maar 12,5 km² groot was. Dit zorgde voor een bevolkingsdichtheid van 4.000 mensen per vierkante kilometer. In het zomerseizoen waren er 300.000 mensen in Oostende wat een onzinnige opeenhoping als gevolg had. Oostende wou haar brede lanen en parken behouden. Hierdoor bleef de helft van de oppervlakte onbebouwbaar. Om uit te breiden had de stad nieuwe grond nodig. Deze kon ze bekomen door de randgemeenten aan te hechten. De inlijving van Bredene, Zandvoorde en Stene zou ruimte creëren voor tuinwijken, sportterreinen en vakantieoorden. De inlijving van Middelkerke en Leffinge leken logisch ter afronding van het geheel. Bredene en Zandvoorde waren daarenboven nodig voor de nijverheid en uitbreiding van de haven. Oostende had zich tot nog toe enkel op toeristisch gebied ontwikkeld en dat was gevaarlijk. Getuige hiervan was de oorlog die een terugloop van het toerisme met zich mee bracht.  Oostende schreef ook dat ze betere diensten had dan de randgemeenten zoals scholen, theaters en sportinfrastructuur. De andere gemeenten parasiteerden op deze diensten. De eenmaking van de diensten zou voordelen hebben tijdens het badseizoen. De creatie van één grote gemeente zou tevens een betere ravitaillering als gevolg hebben.
Zandvoorde had een "vertoog opgemaakt om te bewijzen dat deze gemeente niet aanzien kan worden als een parasitaire randgemeente van Oostende". Ze staafde haar vertoog door te stellen dat Zandvoorde een landbouwgemeente was en bijgevolg niet paste bij een stad, dat de gemeente op zeven kilometer afstand lag van Oostende en dat de verwezenlijking van Groot-Oostende financieel ten nadele was van Zandvoorde. Het schepencollege merkte op dat het bijwonen van onderwijs en culturele manifestaties in Oostende niet nadelig was voor de stad.
Het koninklijk besluit van 29 juni 1970 besluit behelsde de integrale aanhechting van Stene en Zandvoorde, evenals de wijk Raversijde, bij Oostende. Daarenboven werden grenscorrecties uitgevoerd t.o.v. Leffinge, Snaaskerke, Oudenburg en Bredene. De gemeenten Oostende, Stene en Zandvoorde worden samengevoegd tot een nieuwe gemeente, genoemd Oostende. De nieuwe gemeente werd tevens gemachtigd de titel van een stad te dragen. Bovendien bepaalde ze dat de nieuwe gemeente Oostende "alle bezittingen, rechten, lasten en verplichtingen van de samengevoegde gemeenten (Stene + Zanvoorde) overnam. Zij nam die van de gemeenten Middelkerke (Raversijde), Leffinge, Snaaskerke en Bredene over wat de gedeelten van hun grondgebied betreft die onderscheidenlijk bij haar werden gevoegd.
De toenmalige Zandvoodse schepen August Devolder meende dat zijn bevolking aan de willekeur van Oostende zou onderworpen worden. Ze zouden 2/3 meer belastingen moeten betalen. De bevolking sprak zich bij een petitie met 90% van de stemmen uit tegen de aanhechting.

## Nabijgelegen kernen
Oudenburg; Gistel; Stene; Bredene

## Varia

### Zandvoorde als studiegebied
Het dorp vormde in het academiejaar 2015-2016 het studiegebied van de masteropleiding stedenbouw en ruimtelijke planning van de Universiteit Antwerpen.